# Psalidognathus
Genre
Psalidognathus est un genre de gros coléoptères de la famille des Cerambycidae.

## Répartition
Ils vivent dans le Nord de l'Amérique du Sud. On les rencontre au Brésil, en Colombie, en Équateur, au Panamá, au Pérou et au Venezuela.

## Liste d'espèces
Selon BioLib (29 septembre 2021) :
- Psalidognathus antonkozlovi Noguchi & Santos-Silva, 2016
- Psalidognathus cerberus Santos-Silva & Komiya, 2012
- Psalidognathus colombianus Demelt, 1989
- Psalidognathus deyrollei Thomson, 1877
- Psalidognathus erythrocerus Reiche, 1840
- Psalidognathus friendii Gray, 1831
- Psalidognathus modestus Fries, 1833
- Psalidognathus mygaloides Thomson, 1859
- Psalidognathus onorei Quentin & Villiers, 1983
- Psalidognathus pubescens Quentin & Villiers, 1983
- Psalidognathus reichei Quentin & Villiers, 1983
- Psalidognathus rufescens Quentin & Villiers, 1983
- Psalidognathus sallei Thomson, 1858
- Psalidognathus thomsoni Lameere, 1885
- Psalidognathus vershinini Zubov & Titarenko, 2019